# FC Outlaws
FC Outlaws er en dansk floorballklub stiftet i 1998 med hjemmebane på Arena Nord. Klubben har hold i den bedste danske liga både på herresiden og damesiden.
FC Outlaws startet som Outlaws FFK Floorball – I sommeren 1998 henvendte en flok udbrydere fra Frederikshavn Bulldogs sig til Frederikshavn Firma Klubber – FFK – og foreslog at oprette en floorballafdeling i FFK. og pr. 1.juni 1998 var en ny floorballklub – Outlaws FFK Floorball – en realitet. Outlaws FFK startede i 1998 i 1. division vest under DaFU og vandt denne med oprykning til følgen år. I 2003 blev forholdene for trange i FFK og man stiftede en selvstændig forening – Floorball Club Outlaws, Frederikshavn – FC Outlaws..
Klubbens bedste resultater tæller 3 guldmedaljer på herresiden og 2 guldmedalje til dameeliten. Damernes guldmedalje fra sæsonen 07-08 gav desuden billet til EuroFloorball Cup-kvalifikation 2008 for damer, som blev afholdt i Frederikshavn.
I 2012 stiftede klubben, sammen med Frederikshavn Bulldogs klubben Frederikshavn Blackhawks.